# 아메리칸 파이 (영화)
《아메리칸 파이》(영어: American Pie)는 1999년 개봉한 미국의 성장물 청춘 섹스 코미디 영화이다.
속편 《아메리칸 파이 2》(2001)로 이어진다.

## 출연
- 제이슨 비그스
- 크리스 클라인
- 토머스 이언 니컬러스
- 숀 윌리엄 스콧
- 에디 케이 토머스
- 앨리슨 해니건
- 크리스 오언
- 태라 리드
- 너타샤 리온
- 미나 서바리
- 유진 레비
- 섀넌 엘리자베스
- 제니퍼 쿨리지
- 클라이드 쿠사추
- 로런스 프레스먼
- 몰리 치크
- 크리스티나 밀리안
- 존 조
- 사샤 버레제
- 에릭 라이블리
- 케이시 애플렉
- 톰 들롱
- 마크 호퍼스
- 트래비스 바커

## 기타 제작진
- 공동 제작: 크리스 벤더, 루이스 G. 프리드먼
- 협력 제작: J.B. 로저스
- 배역: 조지프 미들턴
- 미술: 폴 피터스
- 의상: 리사 에번스

## 같이 보기
- MILF 포르노그래피